# 侯自新
侯自新（1941年8月—），男，上海人，中国数学家，曾任南开大学校长、数学系教授。

## 生平
1967年於南开大学数学系研究所毕业，1995年起任南开大学校长。1995年5月，中国数学会第七次代表大会在北京清华大学举行，会议选举产生了77名理事，并召开理事会第一次会议，他出任常务理事。之后升任中国数学学会副理事长，他在數學研究上，集中於李群、李代数及齐性空间微分几何等方面。曾担任第九届、十届全国人民代表大会代表。
2006年，侯自新卸任南开大学校长一职，官方给出的卸任原因为年龄过大，不再适任。据传言，侯自新离任南开大学校长与南开大学允公集团经济案件有关。当时兼任允公集团董事长的侯自新，在对于允公集团化工厂拆迁并建设学生公寓一事上给予集团总裁杨育麟7500万经费，杨对此笔款项的处置最终导致整个经济案件爆发。